# Ophioplinthus
Genre
Synonymes
- Homalophiura H.L. Clark, 1915
- Homophiura Paterson, 1985
- Ophiurolepis Matsumoto, 1915
- Theodoria Fell, 1961

Ophioplinthus est un genre d'ophiures de la famille des Ophiopyrgidae. 

## Liste d'espèces
Selon World Register of Marine Species (18 novembre 2018) :
- Ophioplinthus abyssorum (Lyman, 1883)
- Ophioplinthus accomodata (Koehler, 1922)
- Ophioplinthus anceps (Koehler, 1908)
- Ophioplinthus banzarei (Madsen, 1967)
- Ophioplinthus brevirima (Mortensen, 1936)
- Ophioplinthus brucei (Koehler, 1908)
- Ophioplinthus carinata (Studer, 1876)
- Ophioplinthus clasta (H.L. Clark, 1911)
- Ophioplinthus confragosa (Lyman, 1878)
- Ophioplinthus divisa (Lütken & Mortensen, 1899)
- Ophioplinthus frigida (Koehler, 1901)
- Ophioplinthus gelida (Koehler, 1901)
- Ophioplinthus glypta (H.L. Clark, 1939)
- Ophioplinthus granulifera (Bernasconi & D'Agostino, 1973)
- Ophioplinthus grisea Lyman, 1878
- Ophioplinthus inconveniens (Hertz, 1927)
- Ophioplinthus inflata (Koehler, 1897)
- Ophioplinthus inornata (Lyman, 1878)
- Ophioplinthus intorta (Lyman, 1878)
- Ophioplinthus madseni (Belyaev & Litvinova, 1972)
- Ophioplinthus martensi (Studer, 1885)
- Ophioplinthus medusa Lyman, 1878
- Ophioplinthus mordax (Koehler, 1922)
- Ophioplinthus nexila (Kyte, 1987)
- Ophioplinthus olstadi (Madsen, 1955)
- Ophioplinthus partita (Koehler, 1908)
- Ophioplinthus pseudotessellata Martynov & Litvinova, 2008
- Ophioplinthus relegata (Koehler, 1922)
- Ophioplinthus scissa (Koehler, 1908)
- Ophioplinthus scutata (Lyman, 1883)
- Ophioplinthus tessellata (Verrill, 1894)
- Ophioplinthus tuberosa (Mortensen, 1936)
- Ophioplinthus tumescens (Koehler, 1922)
- Ophioplinthus turgida (Mortensen, 1936)
- Ophioplinthus wallini (Mortensen, 1925)

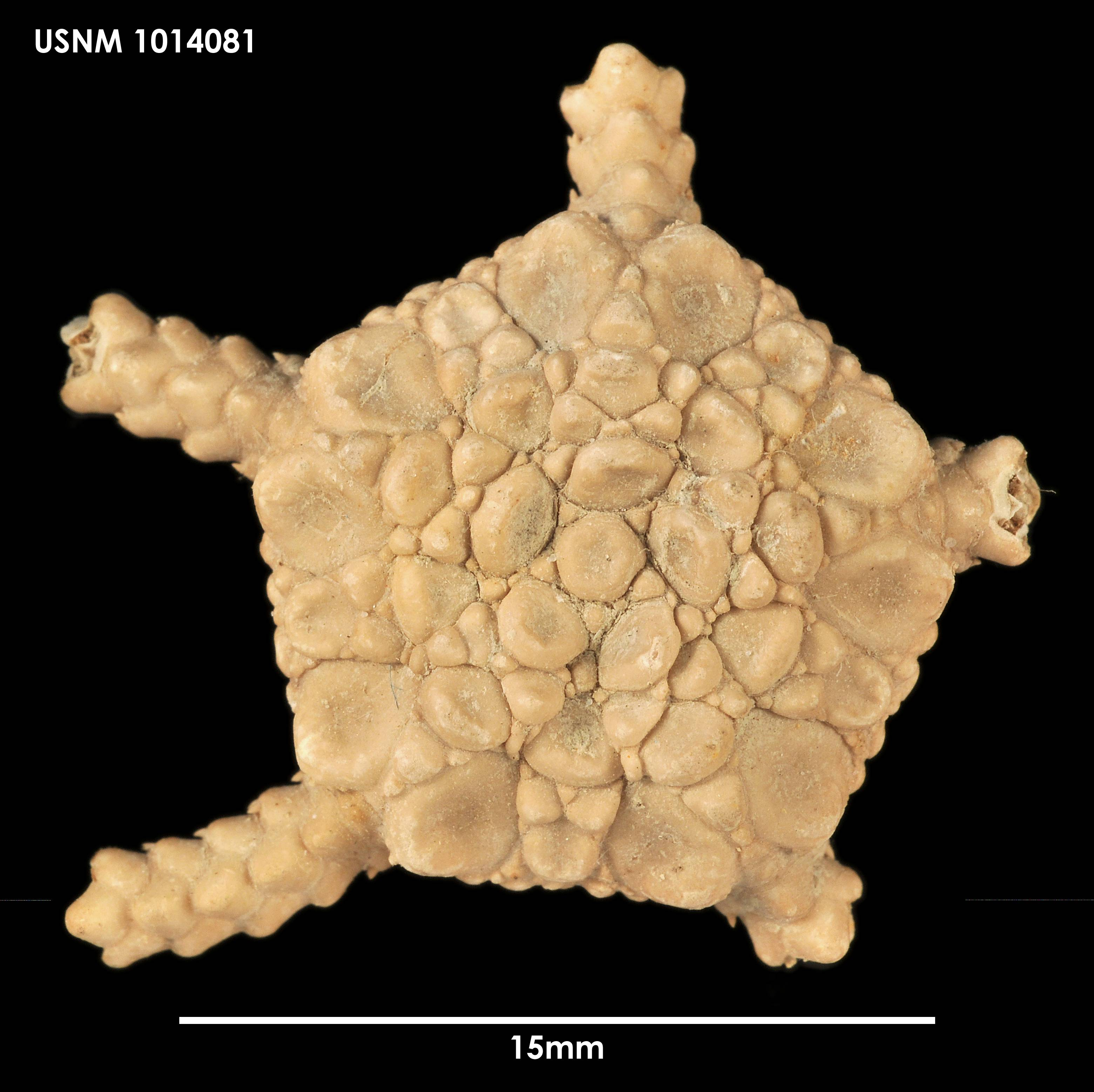
Ophiurolepis anceps (USNM)
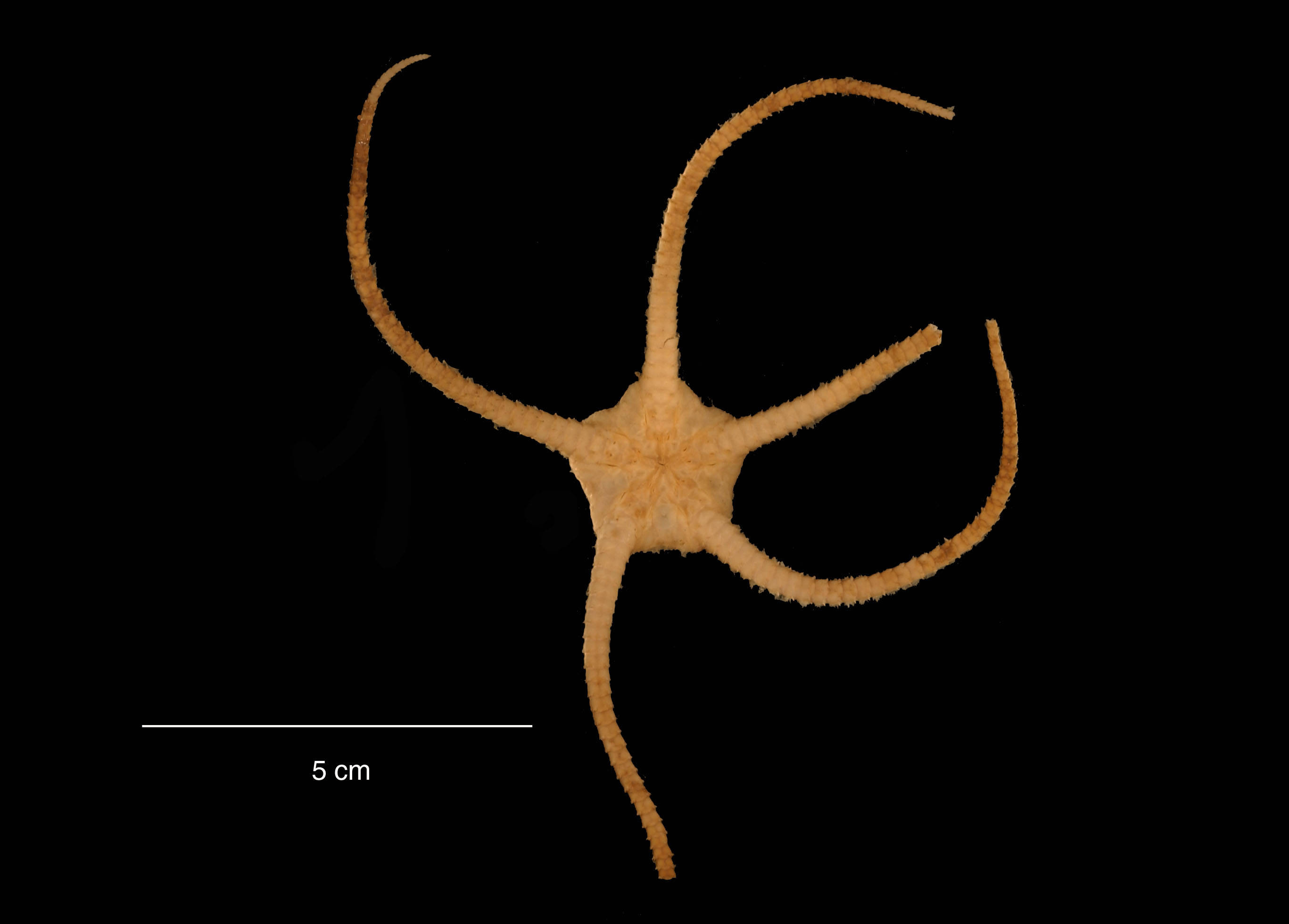
Ophiurolepis brevirima (USNM)
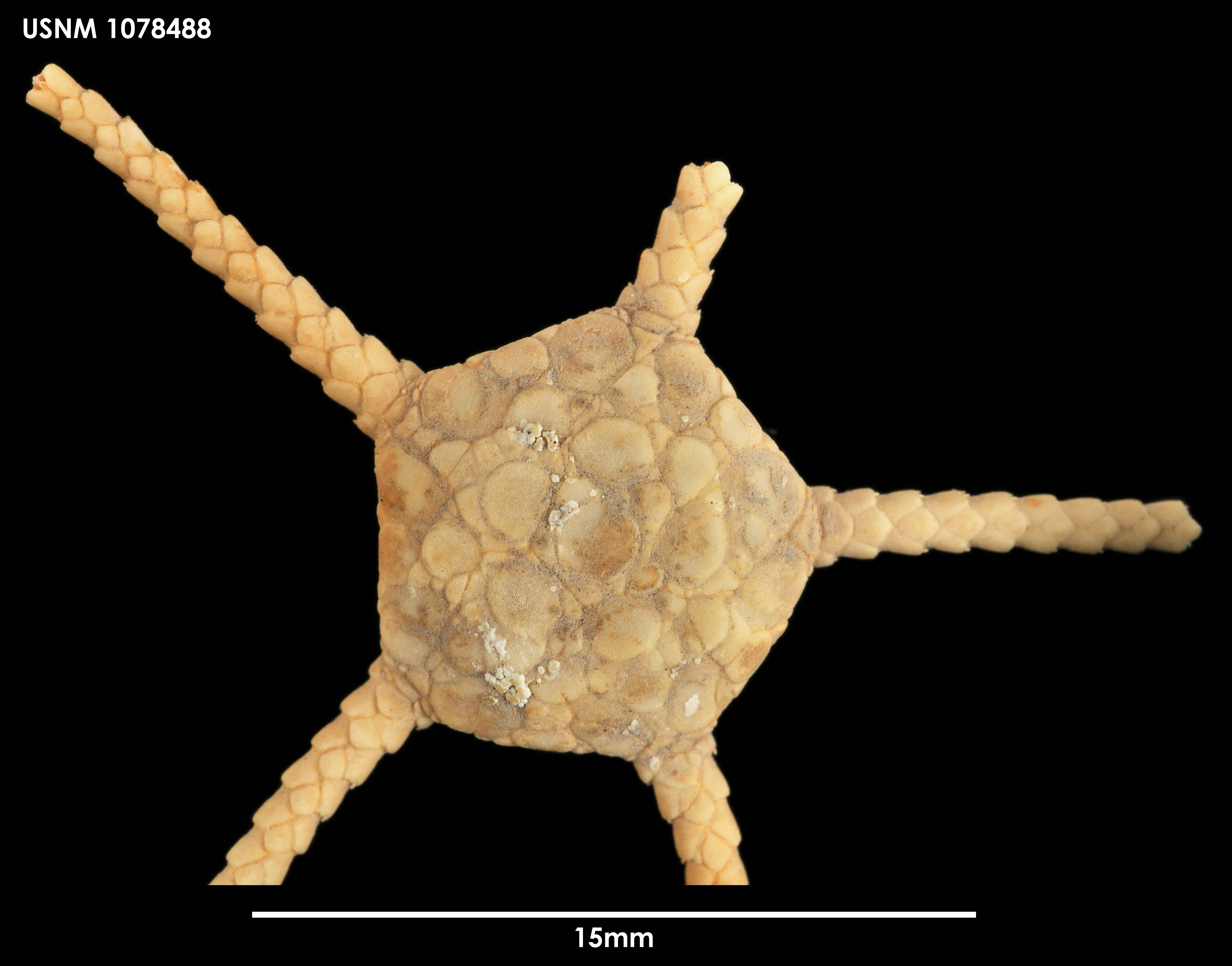
Ophiurolepis brucei (USNM)
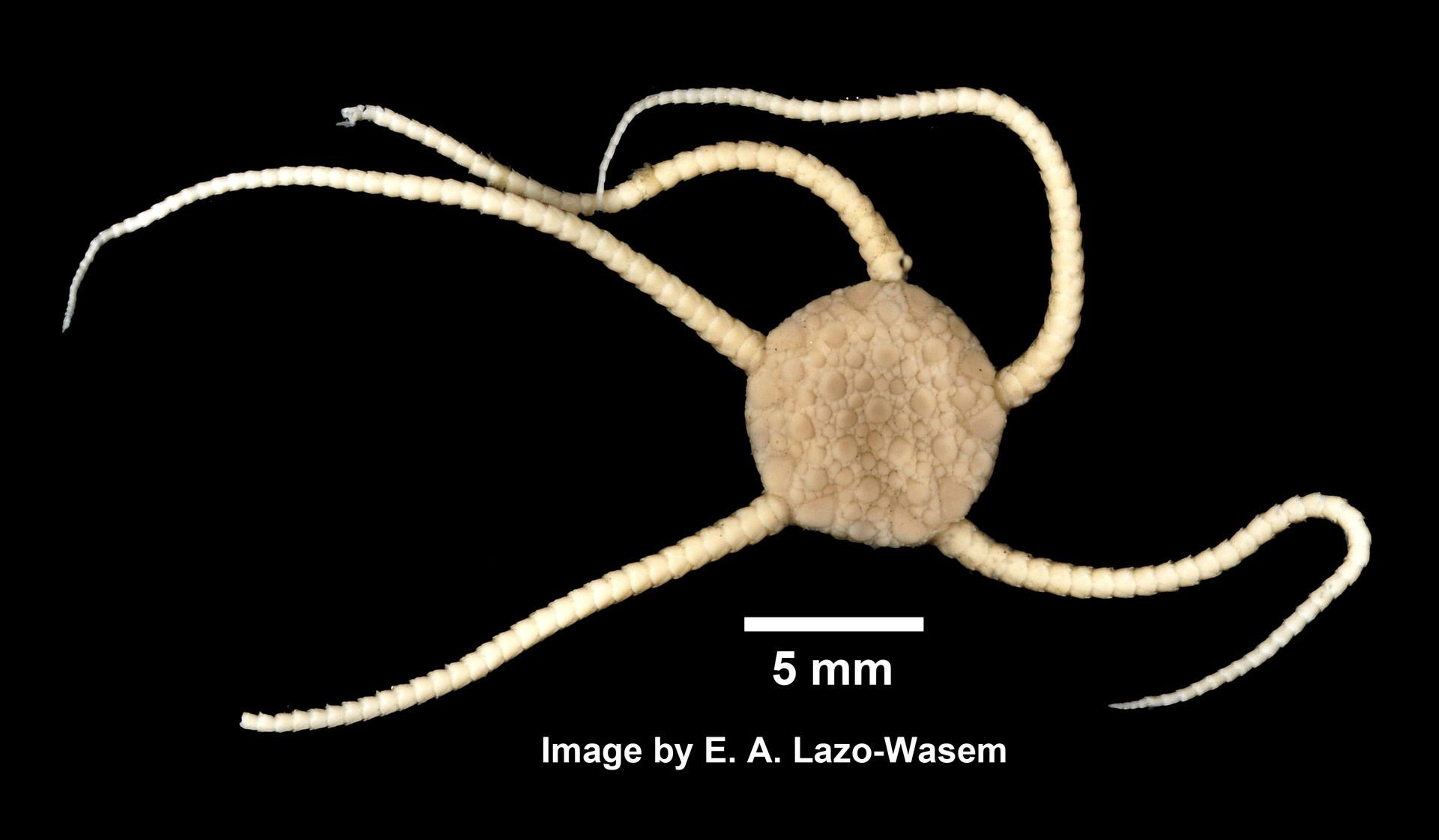
Ophioplinthus gelida (YPMNH)
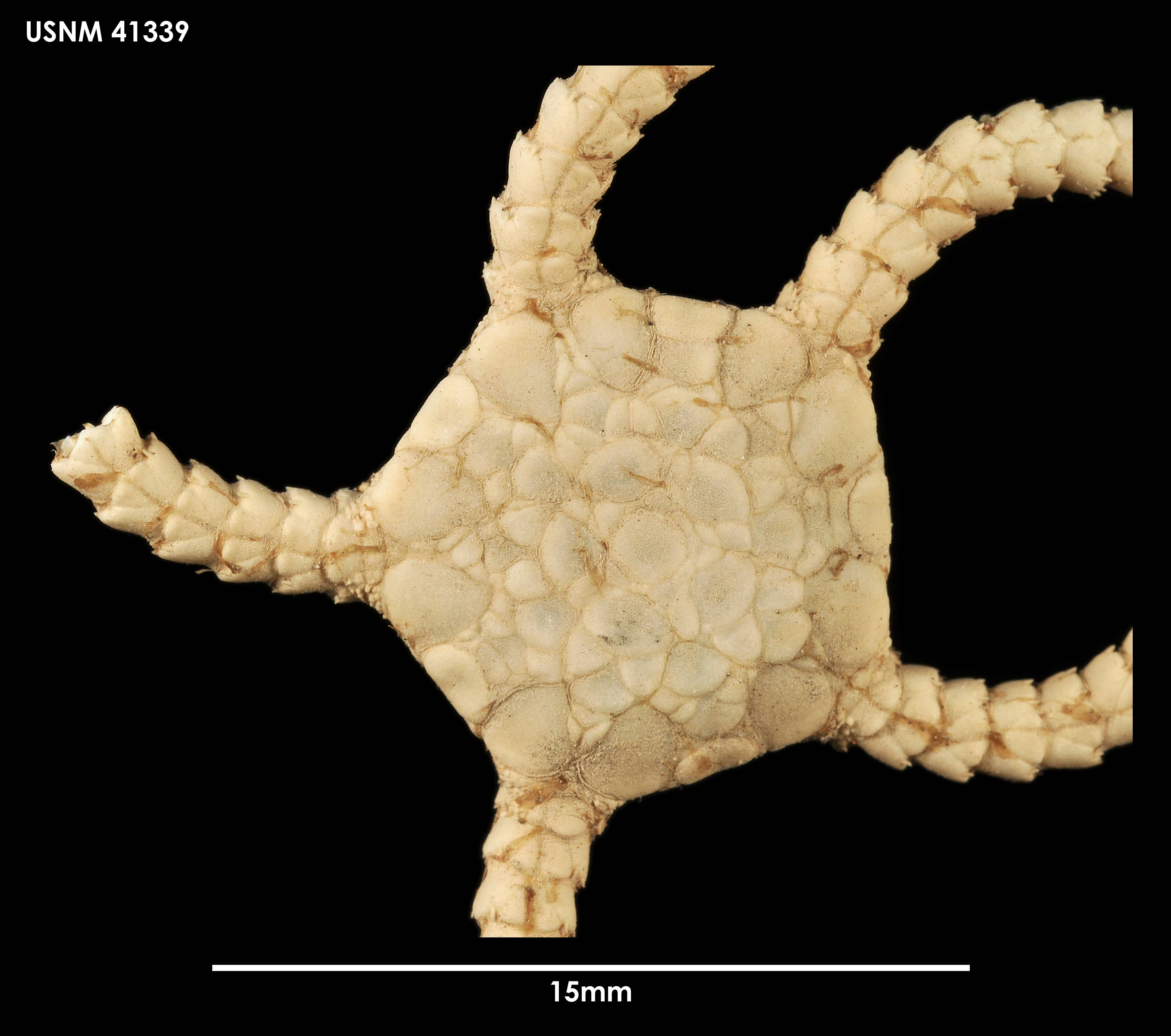
Homalophiura inornata (USNM)
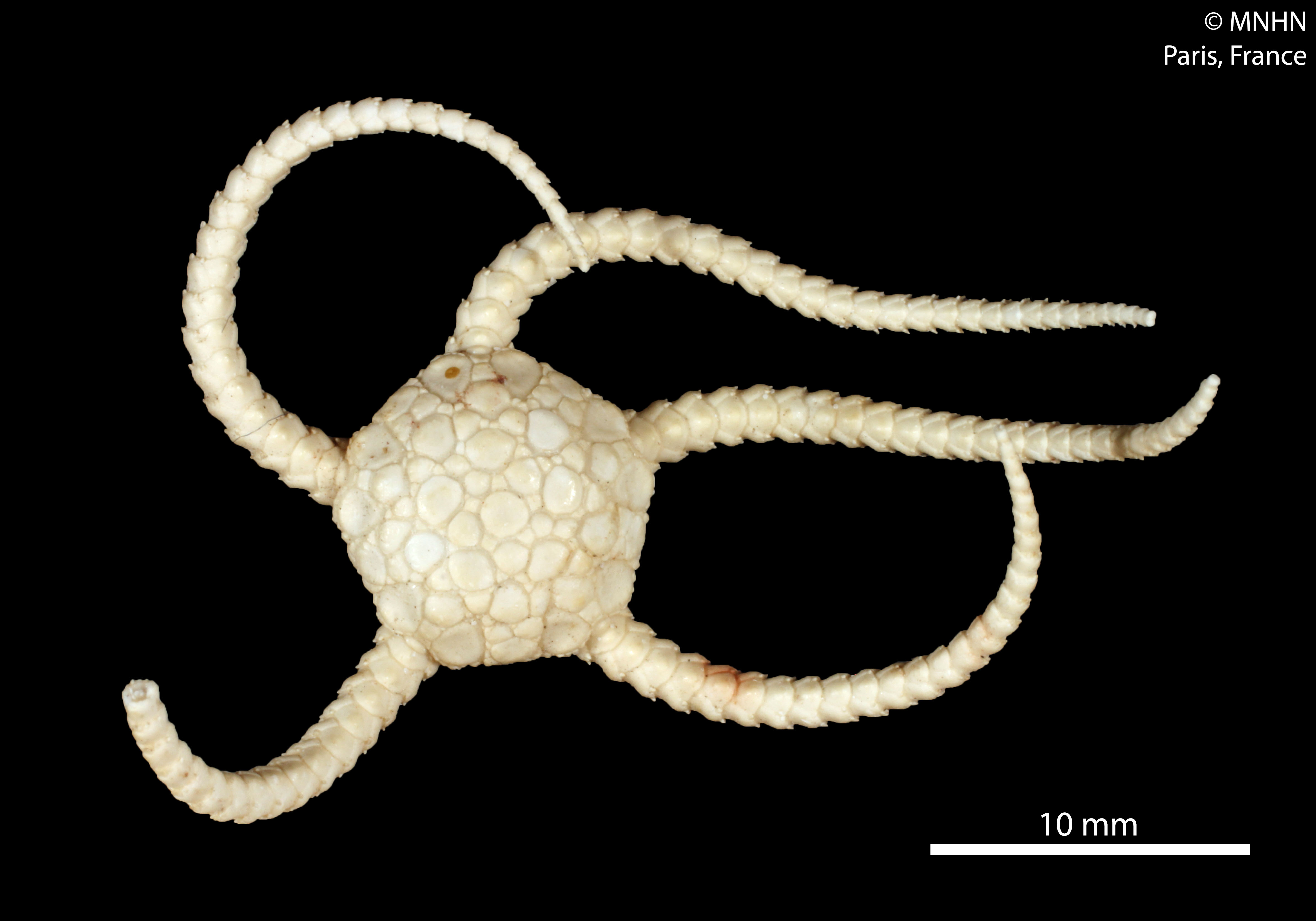
Ophioplinthus martensi (MNHN)
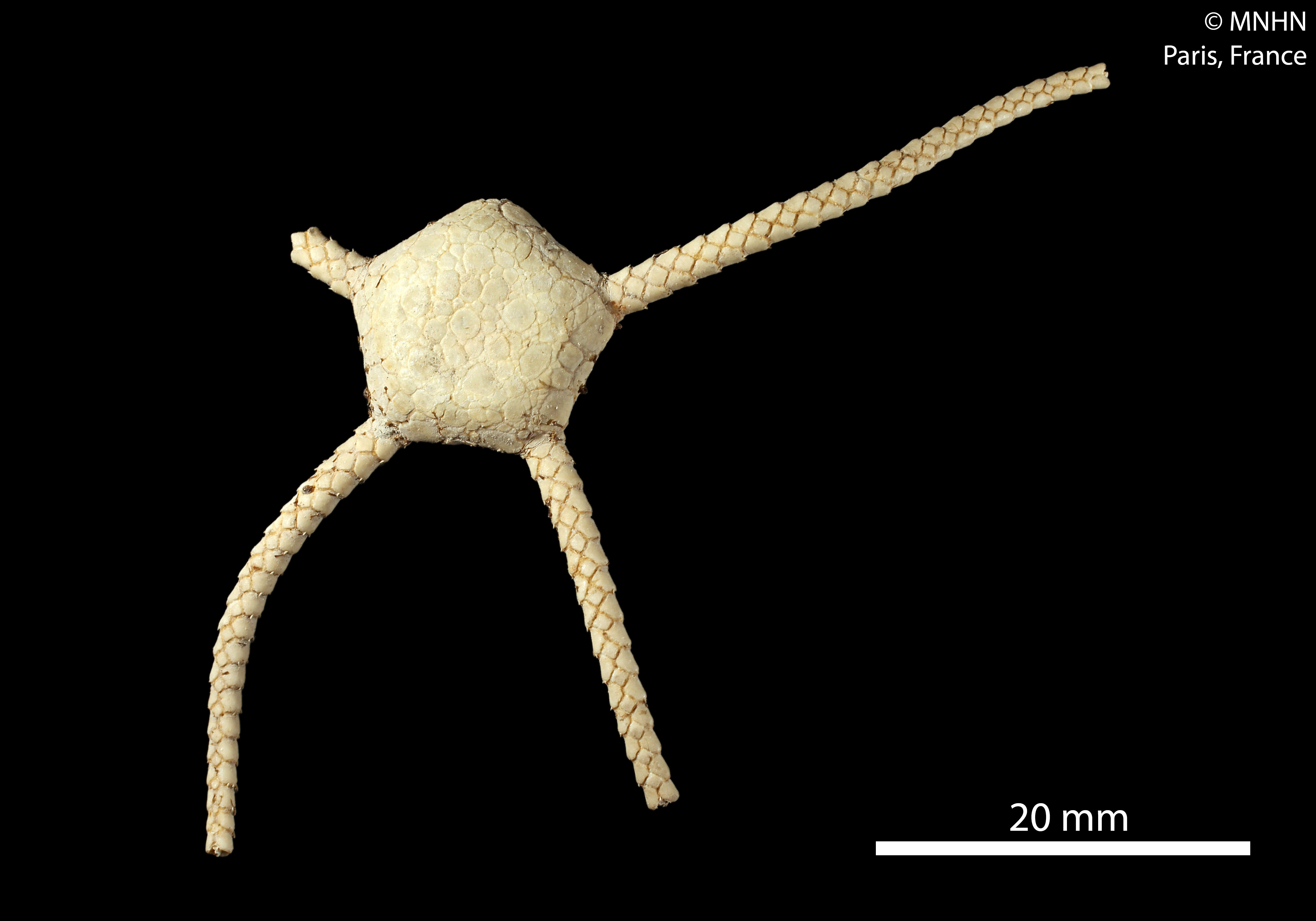
Ophioplinthus mordax (MNHN)
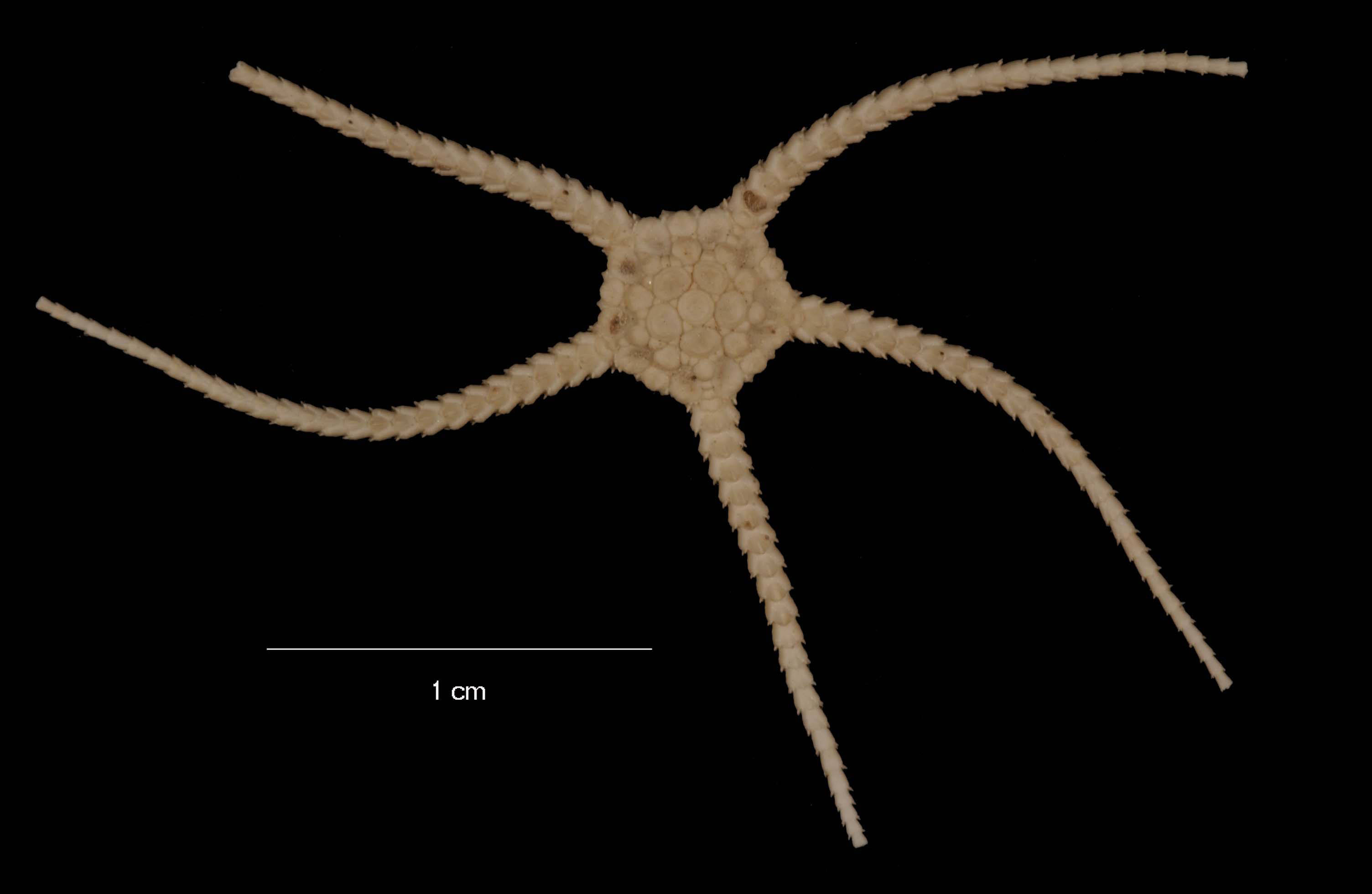
Ophiurolepis olstadi (USNM)
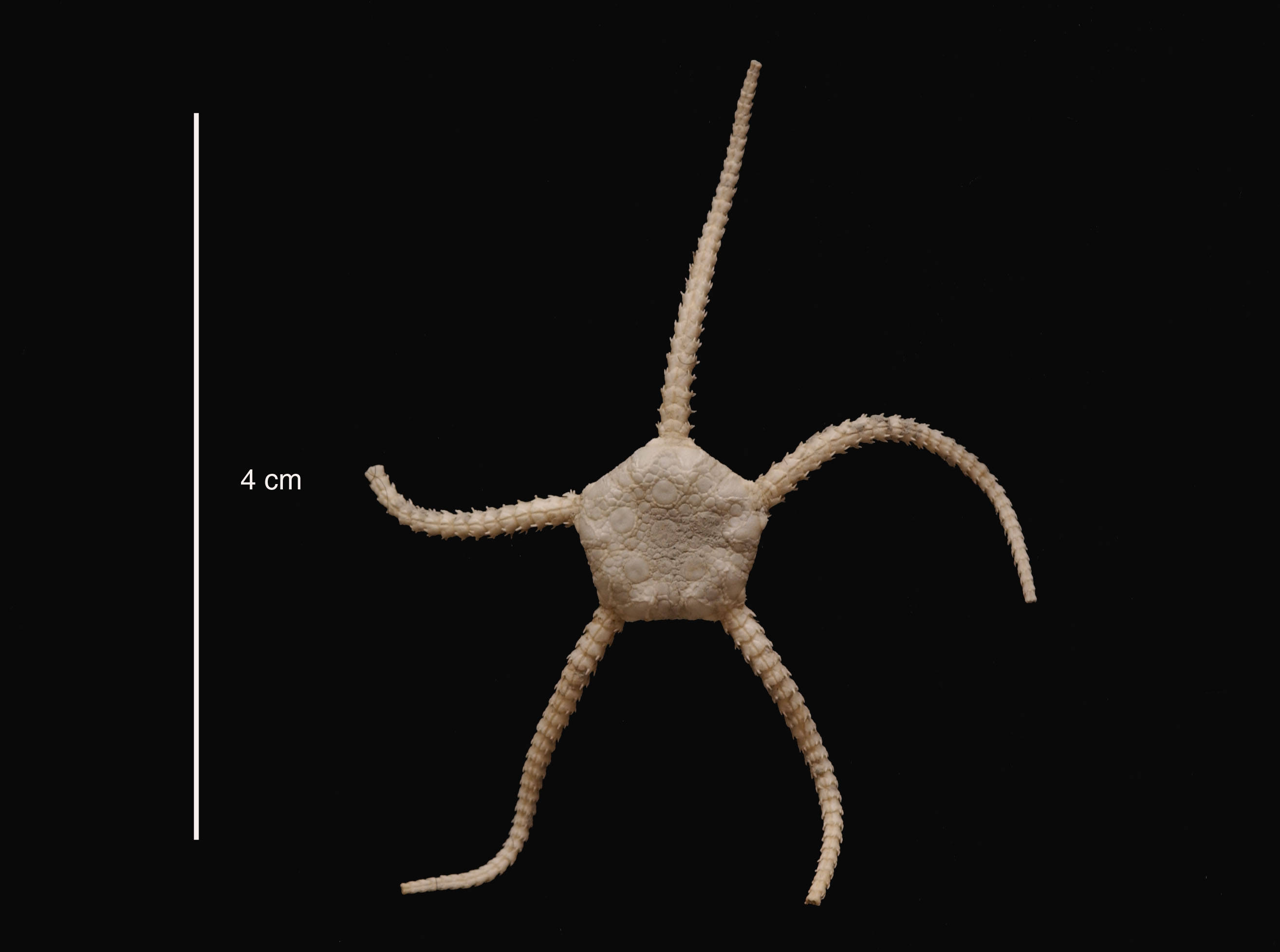
Ophiurolepis partita (USNM)
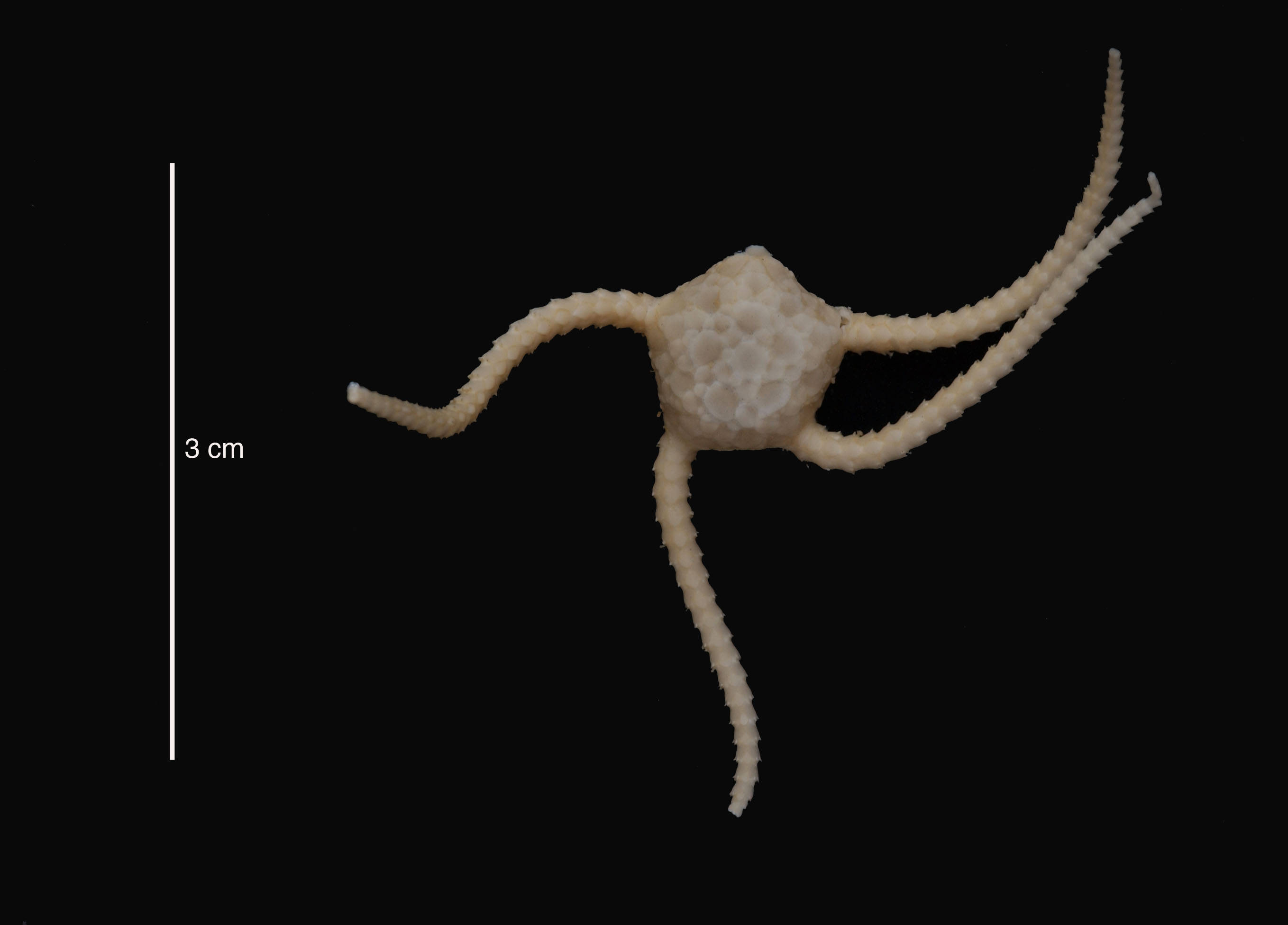
Ophiurolepis relegata (USNM)
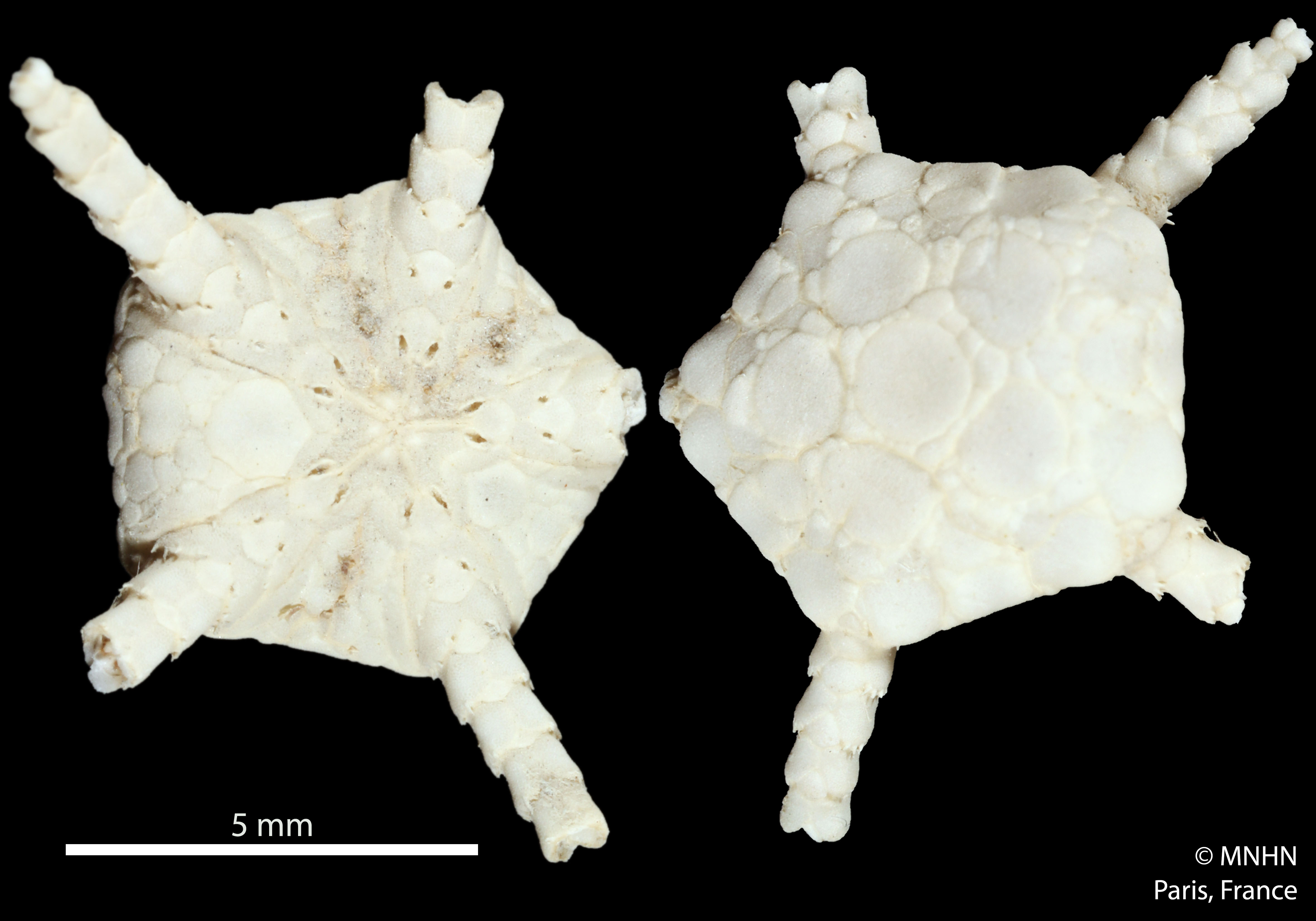
Ophioplinthus scissa (MNHN)
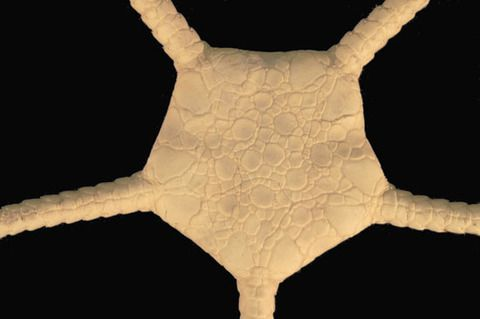
Ophioplinthus tessellata (YPMNH)
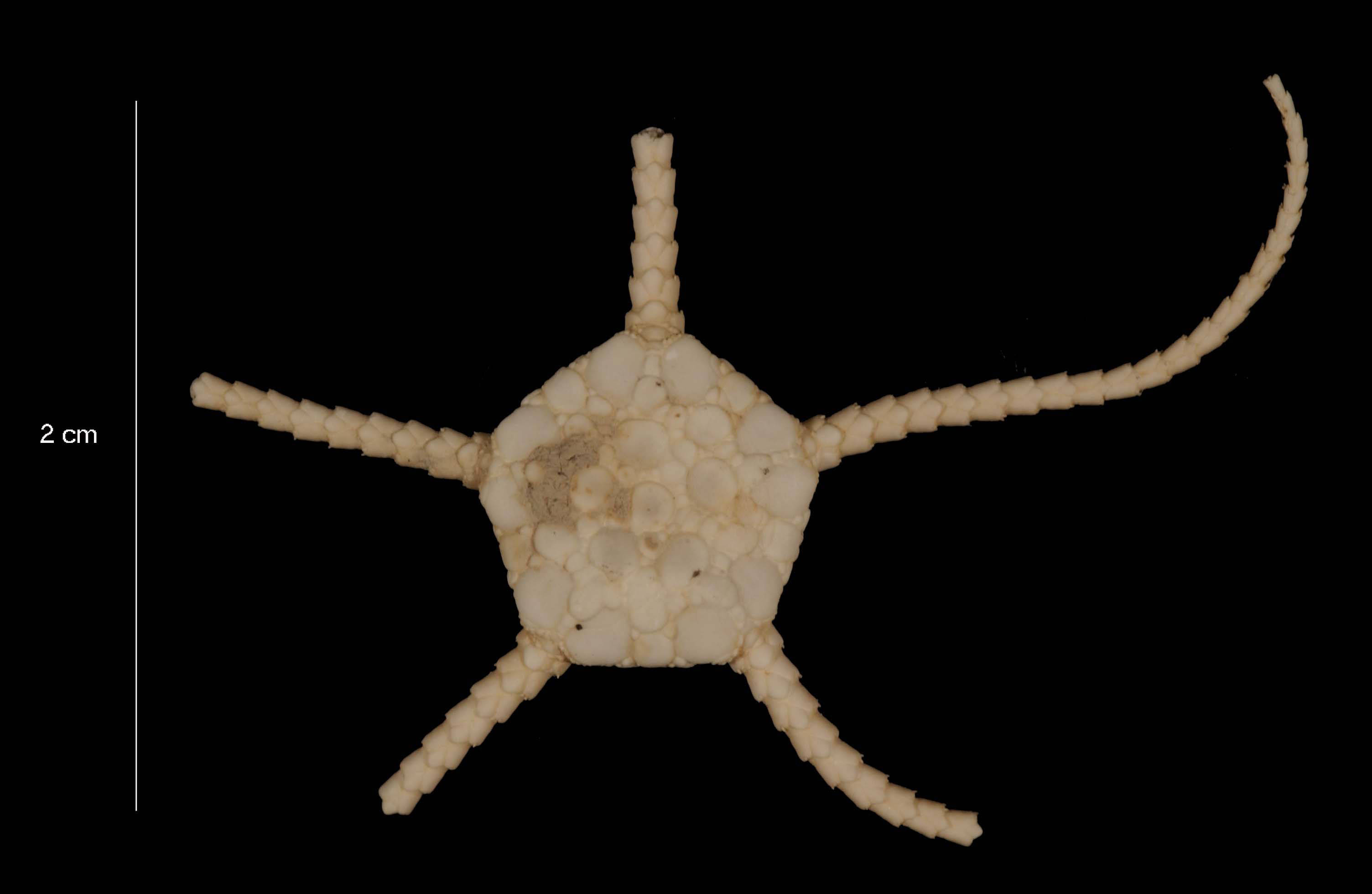
Ophiurolepis tuberosa (USNM)
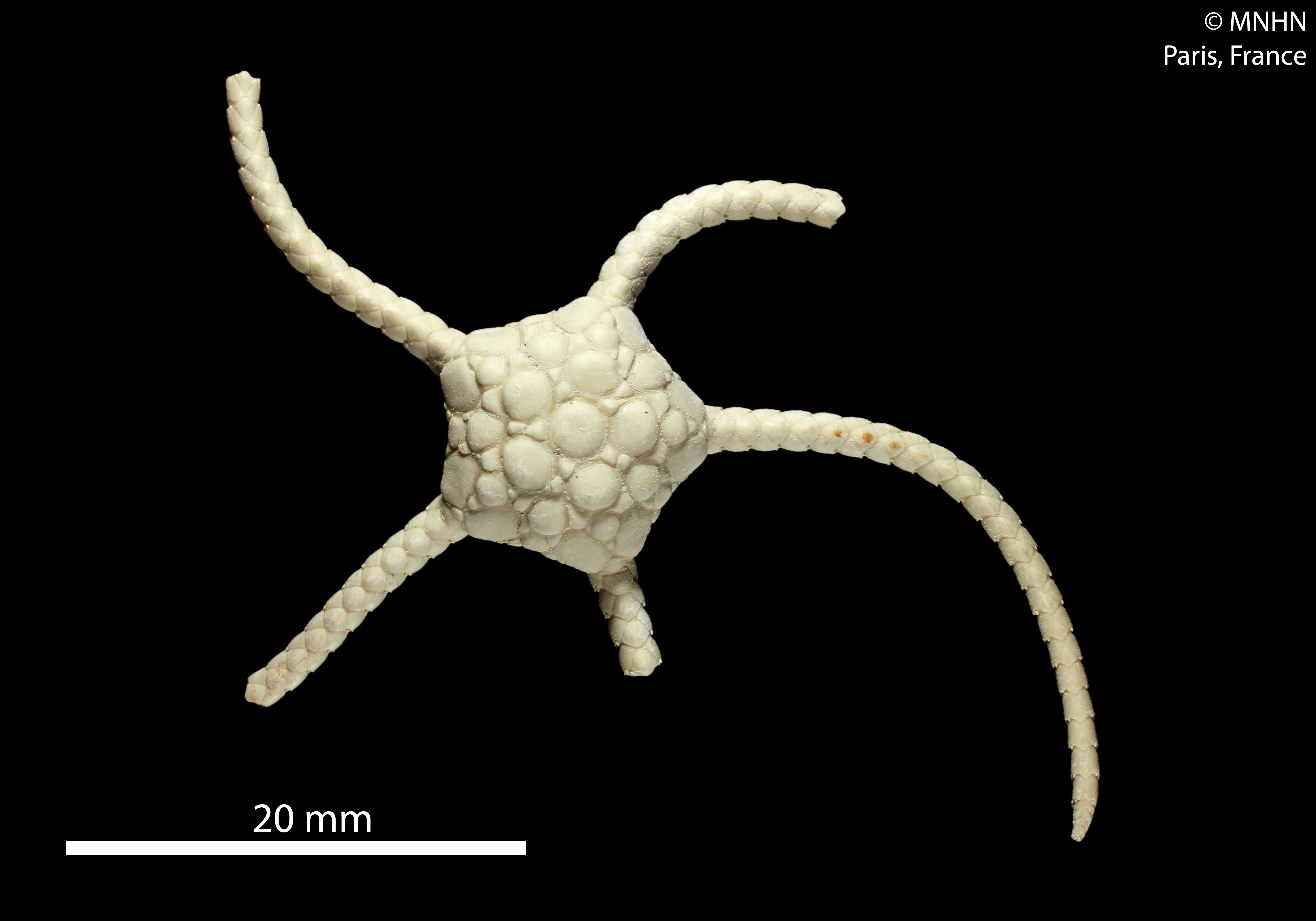
Ophioplinthus tumescens (MNHN)
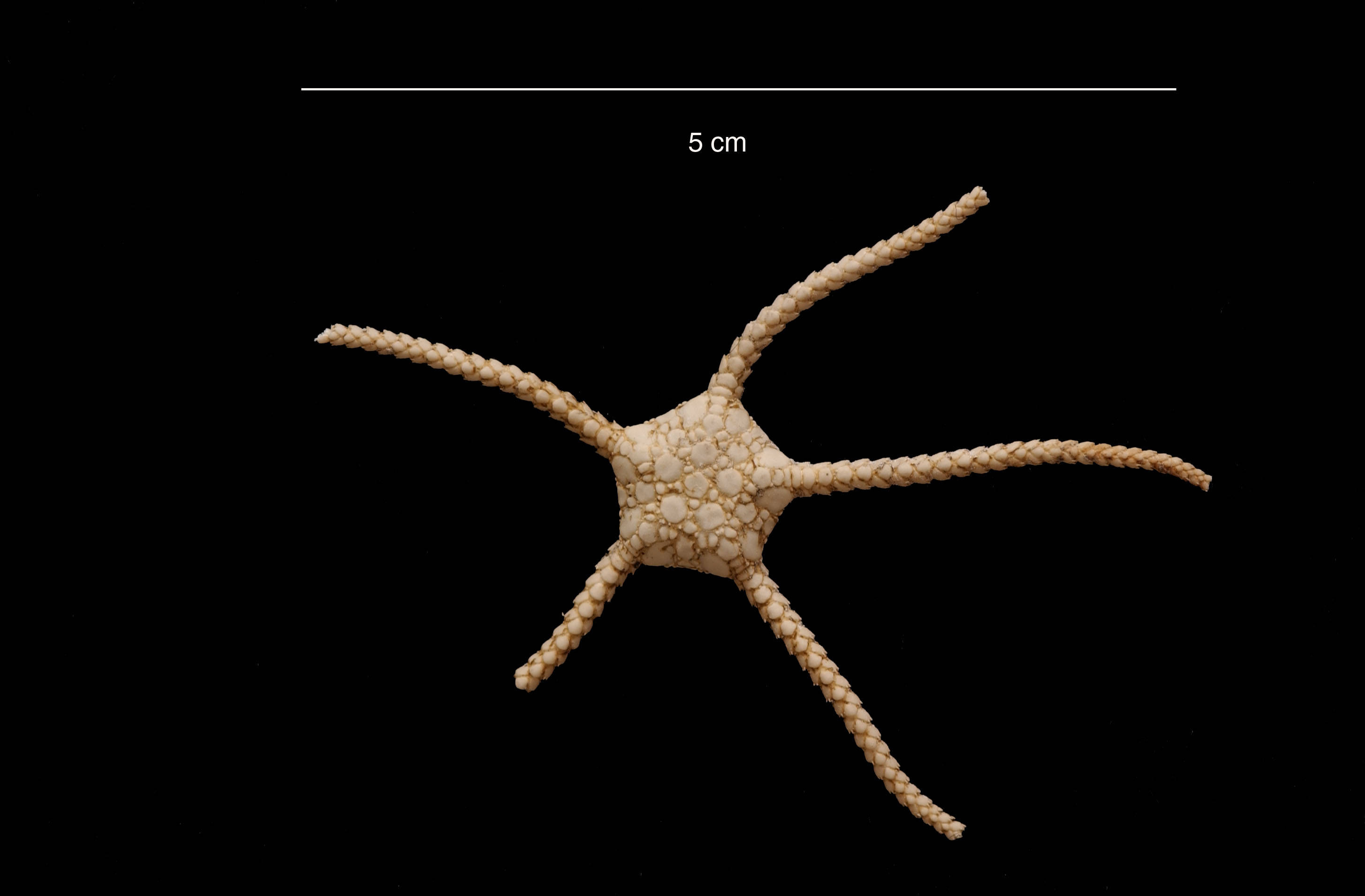
Ophiurolepis wallini (USNM)

## Publication originale
- Lyman, 1878 : Ophiuridae and Astrophytidae of the exploring voyage of the H.M.S. Challenger under Prof. Sir Wyville Thompson, F. R. S. Part I. Bulletin of the Museum of Comparative Zoology at Harvard College, Cambridge, vol. 5, p. 65-168 (texte intégral).